# Anableps
Anableps is een geslacht van straalvinnige vissen uit de familie van vierogen (Anablepidae).

## Soorten
- Anableps anableps (Linnaeus, 1758) (Vieroogvis)
- Anableps dowei Gill, 1861
- Anableps microlepis Müller and Troschel, 1844